# Rhadinodonta obscurator
Rhadinodonta obscurator là một loài tò vò trong họ Ichneumonidae.